# For the Cause of Suffrage
Pour plus de détails, voir Fiche technique et Distribution.
For the Cause of Suffrage est un film muet de Gaston Méliès sorti en 1909.

## Distribution
- Francis Ford[2]